# Neue Sirene
La revista literària alemanya Neue Sirene (Nova Sirena) ha estat fundada el 1994 i pareix dues vegades per any. La revista està publicant textos d'autors germanòfons i també internacionals, aquests darrers en original junts amb una traducció en alemany. Així, els redactors volen demostrar la "riquesa estilística i temàtica de la literatura contemporànea i internacional". A més, cada número conté fotografies artístiques. Bettina Hohoff és l'editora en cap.
Des del número 21 (2007), Neue Sirene és editada com a sèrie de llibres sota el títol "Literatura Crucial de la Literatura Actual". Es guardava el concepte de barrejar la literatura germanòfona amb textos internacionals. Segons la redacció, tres tipus d'autors són representats:
- autors de llengua materna alemanya, escrivint en alemany,
- autors de llengua materna different, escrivint en alemany, així que
- autors de llengua materna different dels quals els textos són presentats en original i traduïts en alemany.

Neue Sirene pública exclusivament textos inèdits. Aquesta regla val també per als autors cèlebres com Jean Cocteau, Emily Dickinson, Imre Kertész, Eugenio Montale, Sylvia Plath i Rainer Maria Rilke. Cada número té un editorial introductori. Els autors contemporanis són Adonis, Michael Basse, Klaus Ebner, Michael Eisele, İsmet Elçi, Simone Frieling, Helga Gruschka, Claudia Höpfner, Dietrich Krusche, Gellu Naum, Lutz Rathenow, Wolfgang Sréter, Renata Zambrzycka, Liao Yiwu, Bülent Kaçan i altres.